# Razan Zaitouneh
Razan Zaitouneh   (Síria, 29 d'abril de 1977) és una advocada pels drets humans i activista social siriana.
Es va llicenciar en dret l'any 1999 i el 2001 va començar a treballar com a advocada. Va formar part d'equips d'advocats per a la defensa dels presos polítics des del 2001. Al mateix any, va ser una de les fundadores de l'Associació de Drets Humans a Síria i el 2005, va establir el SHRIL (Syrian Human Rights Information Link), a través del qual continua informant sobre les violacions de drets humans a Síria.
El 2011 va guanyar el Premi Sakharov i el premi Anna Politkovskaya i el 2013 el Premi Dona Coratge atorgat pel Departament d'Estat dels Estats Units.
Va ser segrestada al nord de Damasc el desembre de 2013, juntament amb els seus col·legues Samira Khalil i Nazem Hammadi. Tot i que no es coneix la identitat dels seus captors, se sospita del grup Exèrcit de l'Islam. Fins a la seva desaparició, treballava en la documentació l'estat dels drets humans a Síria per als Comitès de Coordinació Local de Síria en el marc de la Guerra Civil siriana.